# Acrojana ochracea
Acrojana ochracea är en fjärilsart som beskrevs av Embrik Strand. Acrojana ochracea ingår i släktet Acrojana och familjen Eupterotidae. Inga underarter finns listade i Catalogue of Life.